# Холкин, Александр Валерьевич
Алекса́ндр Вале́рьевич Хо́лкин (14 апреля 1967, Свердловск — 29 декабря 2006, Санкт-Петербург) — русский поэт, автор и исполнитель песен.

## Биография
Родился 14 апреля 1967 года в Свердловске.
21 ноября 1984 года у Александра Холкина родился сын Егор (в настоящее время — известный екатеринбургский диджей, выступает под псевдонимом Egor Holkin).
Первые песни были написаны Александром Холкиным в 1987—1988 годах во время учёбы в Свердловском театральном институте.
1989 год — участие в IV фестивале Свердловского рок-клуба.
1989 год — участие в гастрольном туре по Сибирским городам-миллионникам (Новосибирск, Томск и др.).
1990 год — Череповец, выступление на фестивале «РОК-акустика».
1990 год — концерты в Киеве.
1989—1991 гг. — квартирные выступление в Москве и Санкт-Петербурге.
В феврале 1994 года, в течение нескольких недель выступает в разных городах Украины (в том числе в г. Славутич на рок-концерте «Инди», на сцене также — Ник Рок-н-ролл).
Летом и осенью 1998 года на Студии НП было записано 8 альбомов и сборник «Best vol. I» — большая часть существующего песенного материала.
Скончался при невыясненных обстоятельствах 29 декабря 2006 года в Санкт-Петербурге. Возможной причиной смерти могло стать отравление или самоубийство.
Похоронен на Окружном кладбище Екатеринбурга.

## Дискография
- 1988 — Первая запись (магнитоальбом, Студия НП)
- 1990 — Александр Холкин и Алексей Бояршинов (магнитоальбом)
- 1991 — Джазус Крест (LP — Отделение ВЫХОД/ТАУ-Продукт, 1994; CD — Отделение ВЫХОД, 1996) — совместная запись со Святославом Задерием и Джеймсом (Игорь Спицын).
- 1998 — 5995 (CD) — NP-RECORDS, 1998.
- 1998 — Акустический рок-н-ролл (CD) — NP-RECORDS, 1998.
- 1998 — Квадратный рок-н-ролл (CD) — NP-RECORDS, 1998.
- 1998 — Шабаш (CD) — NP-RECORDS, 1998.
- 1998 — Баллада о скоморохе (CD) — NP-RECORDS, 2000.
- 1998 — Ветше вета (CD) — NP-RECORDS, 2000.
- 1998 — Лукоморье (CD) — NP-RECORDS, 2000.
- 1998 — Пограничники рая (CD) — NP-RECORDS, 2000.
- 2000 — Изумруд.
- 2006 — Санта-Мария.

## Александр Холкин о своей музыке
Собственное определение стиля — рок-н-ролл с элементами фолка, блюза, романсовыми мотивами.
А. Холкин: «Музыка для меня — пища и питье, одежда и мысли, чувства и переживания, Знание, крыша над головой, само мое внутреннее содержание. Что бы я делал в жизни, если бы не пел и не играл на гитаре? Там не возьмут, там не умею, а там не хочется. Рок-н-ролл — это и есть моя жизнь, я отдал ему все. Рок-н-ролл — это Колесо Судьбы, „рок“ — буквально „судьба“, „ролл“ — по-английски „катиться, крутиться“. Искусство есть процесс созидания этого мира — из материалов, найденных в процессе творческих поисков. Это действие воды на камень с целью усовершенствования формы. Камень — обиталище духа, вода — время и содержание русла жизни».

## Публикации об Александре Холкине
- Газета АртеФакт № 5, 1999 год, г. Тюмень о тюменском концерте Александра Холкина
- Воспоминания Павла Малова
- Мемориальная страничка ВКонтакте, посвящённая Александру Холкину
- Ещё одна мемориальная страничка ВКонтакте, посвящённая Александру Холкину
- Гавриков В. А. Александр Холкин: «Баллада о скоморохе» (Опыт комплексного исследования). — Брянск: Брянский центр научно-технической информации, 2015. — 100 с.
- Александр Холкин в Славутиче — https://www.youtube.com/watch?v=sM7jeKt-j1k